# Arrêt d'une hémorragie
L'arrêt d'une hémorragie est un des gestes de premiers secours à prodiguer à une personne victime d'un accident. Après avoir protégé la victime, la première détresse évidente est l'hémorragie externe reconnaissable à un écoulement de sang en dehors du système circulatoire. Le sang sert, entre autres, à transporter l'oxygène vers les organes : en cas d'hémorragie ceux-ci ne sont plus suffisamment perfusés et une perte de sang importante et rapide (par exemple qui imbibe un mouchoir en quelques secondes) peut conduire au décès de la victime par hypoxie ou hypovolémie.
Dans tous les cas, le premier geste à effectuer est d'allonger la victime pour plusieurs raisons : en position debout ou assise, le sang est attiré par gravité vers le bas du corps, la position allongée permet donc d'uniformiser mécaniquement le volume sanguin dans tout le corps et favorise l'irrigation des organes dits "nobles"[réf. souhaitée] : les reins, le cœur et le cerveau. D'autre part, un choc hypovolémique important entraîne une hypoxie qui peut être à l'origine d'un malaise voire d'une perte de connaissance. Il convient d'allonger la personne pour éviter un suraccident (par exemple, une chute pourrait entraîner un traumatisme crânien). Il est recommandé également de surélever le membre lésé afin de limiter l'afflux sanguin sur la plaie.

## Hémorragies externes

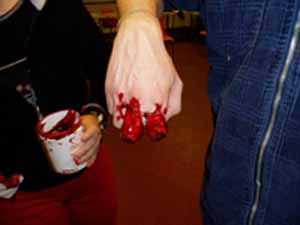
Simulation d'une hémorragie (section de doigt)

Une hémorragie externe est provoquée par une lésion cutanée, une rupture d'un vaisseau sanguin, une section d'un membre ou une fracture ouverte. La blessure est visible et l'écoulement de sang massif. Avant d'intervenir directement sur la plaie, il faut observer si celle-ci ne contient pas de corps étranger comme, par exemple, des morceaux de verre, des saletés ou un morceau d'une lame. Il n'est pas conseillé d'enlever le corps étranger afin de ne pas risquer d'endommager davantage les tissus en retirant l'objet, ainsi que se blesser soi-même.
Dans la mesure du possible un lavage rapide à l'eau claire permet d'éliminer rapidement la plupart des souillures et limite le risque d'infection. Toute blessure nécessite d'être désinfectée après avoir cessé de saigner. Les yeux nécessitent des produits spéciaux pour la désinfection, donc les communs ne sont pas appropriés (et tout autre tissu corporel spécialement délicat peut également nécessiter des produits spéciaux).

### Méthodes pour arrêter une hémorragie externe
Une blessure grave ou ses complications nécessitent toujours d'appeler aux services médicaux d'urgence (il y a une liste des numéros de téléphone d'urgence dans divers pays francophones ici).

#### Compression manuelle directe
En règle générale, il est possible d'appuyer directement sur la plaie avec la main. Cette technique est à proscrire en cas de présence d'un corps étranger dans la plaie ou en cas de fracture. Il convient de se protéger avec des gants pour éviter un accident d'exposition au sang. L'objectif est de juguler l'hémorragie par un appui sur la zone lésée. Si le sauveteur doit se libérer les mains, il peut poser un pansement compressif maintenu par un lien large.

#### Compression à distance
Il est possible d'arrêter une hémorragie par un point de compression. Toutefois, cette méthode a de nombreux inconvénients et est désormais abandonnée dans le cadre du secourisme. Si l'appui manuel direct n'est pas possible ou si le sauveteur a besoin de se libérer (pour prévenir les secours ou bien s'occuper d'autres victimes), il peut poser un garrot et noter l'heure de pose du garrot sur un papier épinglé aux vêtements de la victime (cette information sera précieuse pour l'équipe médicale). La pose du garrot n'est possible qu'au bras (entre l'épaule et le coude) pour les hémorragies au membre supérieur, et sur la cuisse (entre la hanche et le genou) pour les hémorragies au membre inférieur.
Une fois une compression à distance effectuée (point de compression ou garrot), il faut la maintenir. En effet, si l'on relâche la compression, le sang (qui était contenu dans le corps) vient envahir le membre (qui s'est vidé). Cela provoque une brusque chute de la pression sanguine générale qui peut provoquer un désamorçage de la pompe cardiaque, avec comme conséquence un arrêt cardiaque, mais également la réactivation du saignement par augmentation brusque de la tension artérielle dans la zone blessée.

#### Traitements avancés
Différents types de pansements permettent de stopper une hémorragie : les pansements compressifs, israéliens, hémostatiques, etc.
En cas d'échec de ceux-ci ou impossibilité de les utiliser (par exemple: hémorragie interne, lire ci-dessous) le traitement peut aller jusqu'à la suture chirurgical du vaisseau lésé, associé à un nettoyage de la blessure et une reconstruction des autres organes pouvant être atteints (tendons, muscles, etc.) En complément, on peut procéder à une transfusion sanguine en cas de saignement abondant, ou d'administration de plaquettes (qui participent à la coagulation sanguine).

## Hémorragies internes (ou internes extériorisées)
- Dans le cas d'une hémorragie interne, la blessure se trouve à l'intérieur du corps, et le sang s'écoule dans les tissus ou les cavités corporelles, comme dans la cavité abdominale, les poumons (hémothorax) ou la boîte crânienne (hémorragie intracrânienne). On peut ne pas constater cette hémorragie, mais cela se décèlera par des signes extérieurs (pâleur, sensation de soif, tachycardie, sueurs, collapsus cardio-vasculaire,...). Cette situation est considérée en premiers secours comme un malaise grave et est à traiter en fonction de l'évolution clinique de la personne.
- Dans le cas d'une hémorragie extériorisée (interne extériorisée), le sang s'écoule par un orifice naturel : bouche (hémoptysie, hématémèse), oreille (otorragie), nez (epistaxis), anus (rectorragie), urètre (hématurie), vagin en dehors de règles. Comme la blessure n'est pas accessible (le sang vient de l'intérieur du corps), on ne peut pas intervenir, la seule solution consiste à mettre la victime au repos, à prévenir les secours et à la surveiller en attendant le médecin. Dans le cas de crachats, de vomissements ou découlement de sang avec les selles, on essaiera de les conserver (dans une bassine ou un sac plastique) pour les montrer au médecin.

Une blessure grave ou ses complications nécessitent toujours d'appeler aux services médicaux d'urgence (il y a une liste des numéros de téléphone d'urgence dans divers pays francophones ici).
On peut proposer des positions de repos (ou «positions d'attente») particulières dans certains cas (si la victime est consciente) :
- Pour les crachats de sang, si la victime a du mal à respirer, proposer la position assise (par terre, jambes allongées) ou semi assise (idem avec le dos incliné en arrière) ;
- Pour les vomissements de sang, allongée cuisses fléchies (pour diminuer le mal de ventre) ; néanmoins, attention au risque d'inhalation bronchique : préférer mettre la victime sur le côté, dans une sorte de PLS.
- Il est possible de poser le patient sur son côté où il a les dommages, essayant de cela comprime les saignements et aussi ralentit la perte de sang.
- Il convient de respecter la position dans laquelle la personne se sent le mieux.

On distingue toutefois un cas particulier : le saignement de nez spontané ou faisant suite à un coup modéré sur le nez. Cet incident est fréquent, notamment chez les enfants. Il est conseillé d'adopter cette conduite à tenir :
- asseoir la personne tête penchée en avant, afin d'éviter que le sang ne coule dans la gorge ou les poumons ;
- moucher la narine qui saigne, afin d'évacuer des souillures ou des caillots de sang ;
- faire comprimer la narine par la victime pendant une dizaine de minutes afin d'arrêter le saignement ;
- il est possible d'appliquer de la glace, afin de réduire le saignement par constriction des vaisseaux sanguins.

Si le saignement reprend après ce temps, il convient de demander un avis médical pour écarter tout risque de fracture ou de traumatisme crânien.

## Surveillance
L'hémorragie peut passer inaperçue dans un premier temps, par exemple en étant cachée par les vêtements ; il est donc important, lors de l'approche d'une victime, de l'examiner correctement, en soulevant éventuellement ses vêtements pour ne pas passer à côté d'un traumatisme caché par les vêtements. 